# خيسوس غوزمان (لاعب كرة قاعدة)
خيسوس غوزمان (بالإسبانية: Jesús Guzmán)‏ هو لاعب كرة قاعدة فنزويلي، ولد في 14 يونيو 1984 في كومانا في فنزويلا.

## وصلات خارجية
- خيسوس غوزمان على موقع دوري كرة القاعدة الرئيسي (الإنجليزية)
- خيسوس غوزمان على موقع الدوري الياباني لكرة القاعدة (الإنجليزية)
- خيسوس غوزمان على موقعبيزبول رفرنس.كوم (الدوري الرئيسي) (الإنجليزية)
- خيسوس غوزمان على موقعبيزبول رفرنس.كوم (الدوري الثانوي) (الإنجليزية)
- خيسوس غوزمان على موقع إي إس بي إن.كوم (أم.أل.بي) (الإنجليزية)
- خيسوس غوزمان على موقع مشجعي الرسوم البيانية (الإنجليزية)